# Силвија Ханика
Силвија Ханика (30. новембар 1959, Минхен, Западна Немачка) бивша је немачка тенисерка.

## Каријера
Постала је професионална тенисерка од 1977. Године 1981. је остварила највећи успех на гренд слем турнирима, финале Ролан Гароса, где је поражена са 6:2, 6:4 од Хане Мандликове.
Године 1982, у финалу завршног ВТА првенства Силвија побеђује Мартину Навратилову 1:6, 6:3, 6:4 у Медисон сквер гардену у Њујорку.
Освојила је пет титула у појединачној и једну у конкуренцији парова. Њен најбољи пласман на ВТА листи је 5. место у појединачној конкуренцији.

## Гренд слем финала

### Појединачно (1)
| Исход  | Година | Турнир      | Подлога | Противница      | Резултат |
| ------ | ------ | ----------- | ------- | --------------- | -------- |
| Финале | 1981   | Ролан Гарос | шљака   | Хана Мандликова | 6–2, 6–4 |

## ВТА првенство

### Појединачно (1)
| Исход     | Година | Турнир        | Подлога   | Противница          | Резултат      |
| --------- | ------ | ------------- | --------- | ------------------- | ------------- |
| Победница | 1982   | ВТА првенство | тепих (д) | Мартина Навратилова | 1–6, 6–3, 6–4 |